# Meteo
A Meteo Mész András 1990-ben bemutatott játékfilmje.
A film a leköszönő szocialista rendszer, a nehézipari válság, a virágzó underground és a beköszöntő piacgazdaság találkozását dolgozza fel. Az apokaliptikus hangulatot a zene, a helyszín (lepusztult, elhagyott gyártelep), a napjai nagy részét fürdőkádban töltő informatikus-zseni és a régi Csajkával furikázó vagányok keltik. Érdekes hangulati elem a dialógusok minimalizálása, de az underground lényege megjelenik a társadalom peremén élő szubkultúra, a társadalmi problémák, a kilátástalanság, a tudatmódosítók és a zene révén.

## Szereplők
- Berlioz – Eperjes Károly
- Eckermann – Kistamás László
- Verő – Varga Zoltán
- Marilyn  – Esztergályos Cecília
- Menekült lány – Dér Denisa
- Henrik – Vajdai Vilmos
- Farkas – Geltz Péter
- Malacka kisasszony – László Judit
- Menekülő – Derzsi János
- Pincérnő – Horváth Dorottya
- Arab lány – Khaled Fajer
- Pultos – Stohl András
- Díjátadó – Salamon András
- Rendőrfőnök – Balkay Géza

További szereplők
Detektívek: Szabó Ervin, Csendes Olivér, Csorba István, Városi László és Dóka László; gengszterfőnökök: Szilágyi Szabolcs és Novák András; testőrök: Unger Béla, Csányi János, Gazdag Tibor; lányok: Bodó Katalin és Kiss Bea
Táncosok: Bognár Zsuzsanna, Deviaczky Andrea, Kende Ágnes, Kiss Andrea, Lakatos Mónika, Pajos Eszter, Rókás László, Szantó Ágnes, Zólyomi Orsolya
Underground Club-zenészek: feLugossy László, Kukta Erzsébet (Kokó), Lois Viktor, Lois Ballast

## Nézettség
A nézettségi adatok szerint 57 033 jegyet adtak el rá.